# Distretto di Rukum Ovest
Il distretto di Rukum Ovest è un distretto del Nepal, in seguito alla riforma costituzionale del 2015 fa parte del Karnali Pradesh.
Il capoluogo è Musikot.
Il distretto è stato costituito nel 2015 dividendo il Distretto di Rukum tra distretto di Rukum Est e distretto di Rukum Ovest.